# Cobonne
Cobonne – miejscowość i gmina we Francji, w regionie Owernia-Rodan-Alpy, w departamencie Drôme.
Według danych na rok 1990 gminę zamieszkiwało 119 osób, a gęstość zaludnienia wynosiła 11 osób/km² (wśród 2880 gmin regionu Rodan-Alpy Cobonne plasuje się na 1502. miejscu pod względem liczby ludności, natomiast pod względem powierzchni na miejscu 1058.).